# داريوش ميكايلي
داريوش مكايلي، والمعروف أيضًا باسم أسد الله مكايلي، هو لاعب كرة قدم إيراني يلعب مع نادي نفط طهران في دوري المحترفين الإيراني.